# NS-Baureihe ICNG
Die Intercity Nieuwe Generatie (kurz ICNG, Spitzname Wespe) sind elektrische Triebwagen der Nederlandse Spoorwegen (NS) und für den Einsatz im niederländischen InterCity-Netz vorgesehen. Die Züge gehören zur Coradia-Stream-Baureihenfamilie des Herstellers Alstom und werden seit 2018 hergestellt.

## Geschichte

### Vorgeschichte
Nach der Vergabe des HSL-Zuid-Netzes an die HSA wurde nach Zügen gesucht, die geeignet sind, in Konkurrenz zu Thalys auch inländische und internationale Zugverbindungen zu betreiben. Diese Züge könnten dann im Binnenverkehr auf der HSL-Zuid verkehren und das Rollmaterial des Benelux-IC ersetzen. Nach einer Ausschreibung teilte man mit, dass der italienische Hersteller AnsaldoBreda mit den Triebwagen V250 die Ausschreibung gewonnen hatte.
Vor Inbetriebnahme der V250 im Jahr 2012 wurden ab 2009 ICRm-Wagen, welche speziell für den Einsatz auf der HSL-Zuid angepasst werden mussten, zwischen Amsterdam, Rotterdam und später auch Breda eingesetzt. Als Lokomotiven nutzte man von Alpha Trains gemietete Lokomotiven der Reihe 186 des Herstellers Bombardier. Als die V250 Anfang 2013 wegen technischer Probleme aus dem Verkehr gezogen werden mussten, wurde beschlossen, die gesamte ICRm-Wagenflotte für den Einsatz auf der HSL-Zuid zu erneuern. Die Modernisierung der ICRm-Wagen ermöglichte die Erweiterung des Zugangebots auf der HSL-Zuid ab Herbst 2015.
Als 2015 klar wurde, dass die V250 nicht mehr in den Fahrgastbetrieb zurückkehren würden und an den Hersteller zurückgegeben wurden, war die ICRm-Wagenflotte bereits nahezu vierzig Jahre alt, ebenso wie die ältesten ICMm, die ausschließlich auf dem klassischen Streckennetz eingesetzt werden.
Weiterhin stieg im Zeitraum 2004–2013 die Zahl der Fahrgäste um 24 %. Dieser Zuwachs ist vor allem auf das Bevölkerungswachstum, eine größere Zahl von Studenten und die gestiegenen Kraftstoffpreise zurückzuführen. Infolgedessen bestand auch ein Bedarf an mehr Fahrzeugen.

### Ausschreibung
Um all diese Probleme zu lösen, begann die NS im Juli 2014 mit der Ausschreibung für den „Intercity New Generation“. Im März 2015 waren noch vier Hersteller im Rennen: Alstom aus Frankreich, Siemens Transportation aus Deutschland, der deutsch-kanadische Hersteller Bombardier Transportation und Stadler Rail aus der Schweiz.
Am 2. Mai 2016 gab die NS bekannt, dass Alstom die Ausschreibung für den ICNG gewonnen habe. Der Auftrag umfasst 79 Triebwagen. Ende Mai 2016 kündigte Siemens an, ein Eilverfahren einzuleiten, um den Zuschlag an Alstom zu verhindern. Am 15. Juli 2016 wurde bekannt gegeben, dass Siemens das Eilverfahren verloren hat.
Ursprünglich wurden 79 Zuggarnituren bestellt, später bestellte man allerdings 20 weitere Triebwagen für den grenzüberschreitenden Verkehr nach Belgien. Dadurch stieg die Gesamtzahl auf insgesamt 99 Stück.
Im Jahr 2022 wurde die Bestellung von zwei Triebwagen für den grenzüberschreitenden Verkehr nach Deutschland bekanntgegeben.
Im Februar 2024 wurde das Einlösen einer Option über zehn weitere Fahrzeuge für den Einsatz nach Deutschland bekannt.

### Auslieferung
Die im polnischen Alstom-Werk in Chorzów gefertigten Züge wurden zuerst auf dem Eisenbahnversuchsring Velim erprobt. Der erste fünfteilige Triebzug mit der Nr. 3103 begann die Versuchsfahrten im Mai 2019 gefolgt vom achtteiligen Triebzug Nr. 3201, der im August 2020 die Versuchsfahrten aufnahm.
Der erste ICNG (Nr. 3108) kam am 23. Mai 2020 in den Niederlanden an, wurde zur Watergraafsmeer-Werkstatt in Amsterdam geschleppt und dort vorübergehend für die Ausbildung der Triebfahrzeugführer genutzt. Am 4. Juni traf eine zweite Garnitur (Nr. 3103) ein und absolvierte einen Tag später erste Testfahrten von der Werkstatt in Onnen aus. Am 2. Januar 2021 trafen die Einheiten 3106 und 3112 ein. Der Triebzug 3103 wurde am 3. Januar 2021 zurück nach Polen überführt.
Am 7. Juni 2021 wurde der erste Triebwagen (Nr. 3301) für den Einsatz nach Belgien nach Schaarbeek überführt.

### Zwischenfälle
Am 16. Oktober 2020 ereignete sich im deutschen Bahnhof Dreileben-Drackenstedt an der Strecke Eilsleben–Magdeburg ein Unfall beim Transport von zwei ICNG-Garnituren vom Alstom-Werk in Salzgitter nach Blankenburg (Harz) zu Testfahrten auf der mit 25 kV elektrifizierten Rübelandbahn. Die Triebwagen wurden von Alstoms Werkslok 214 006 (92 80 1214 006-9 D-ALS) gezogen, die sich aufgrund eines technischen Defekts nicht anhalten ließ, bevor sie mehrere Signale und einen offenen Bahnübergang überfuhr und schließlich über eine Schutzweiche auf einen Prellbock fuhr. Der Triebzug 3105 entgleiste und wurde schwer beschädigt, der 3109 blieb unbeschädigt.

## Geplanter Einsatz
Der für 2021 geplante Einsatz der ICNG im innerniederländischen Personenverkehr wurde mehrfach verschoben. Am 19. April 2023 startete der Testbetrieb mit  Fahrgästen. Sie fanden unter Einsatz einer Doppeltraktion, welche aus einem achtteiligen und einem fünfteiligen Triebzug besteht, als Intercity Direct zwischen Amsterdam und Rotterdam statt. Der Einsatz im planmäßigen Betrieb war für den 10. Dezember 2023 geplant.
Geplant war der Einsatz zunächst auf der Linie Breda–Amsterdam Zuid. Anschließend sollten sie auch auf der Linie Eindhoven–Den Haag eingesetzt werden. Zu einem späteren Zeitpunkt soll der Einsatz auf der Linie Breda–Amsterdam Zuid auf die Linien Almere–Groningen und Meppel–Leeuwarden ausgeweitet werden.
Im Jahr 2025 soll der Betrieb auf den Linien nach Antwerpen und Brüssel aufgenommen werden.
Die Nederlandse Spoorwegen begannen, verschiedene IC-Verbindungen nach Aachen sowohl über die Bahnstrecke Sittard–Herzogenrath als auch über die Bahnstrecke Viersen–Venlo zu planen.

## Technische Daten

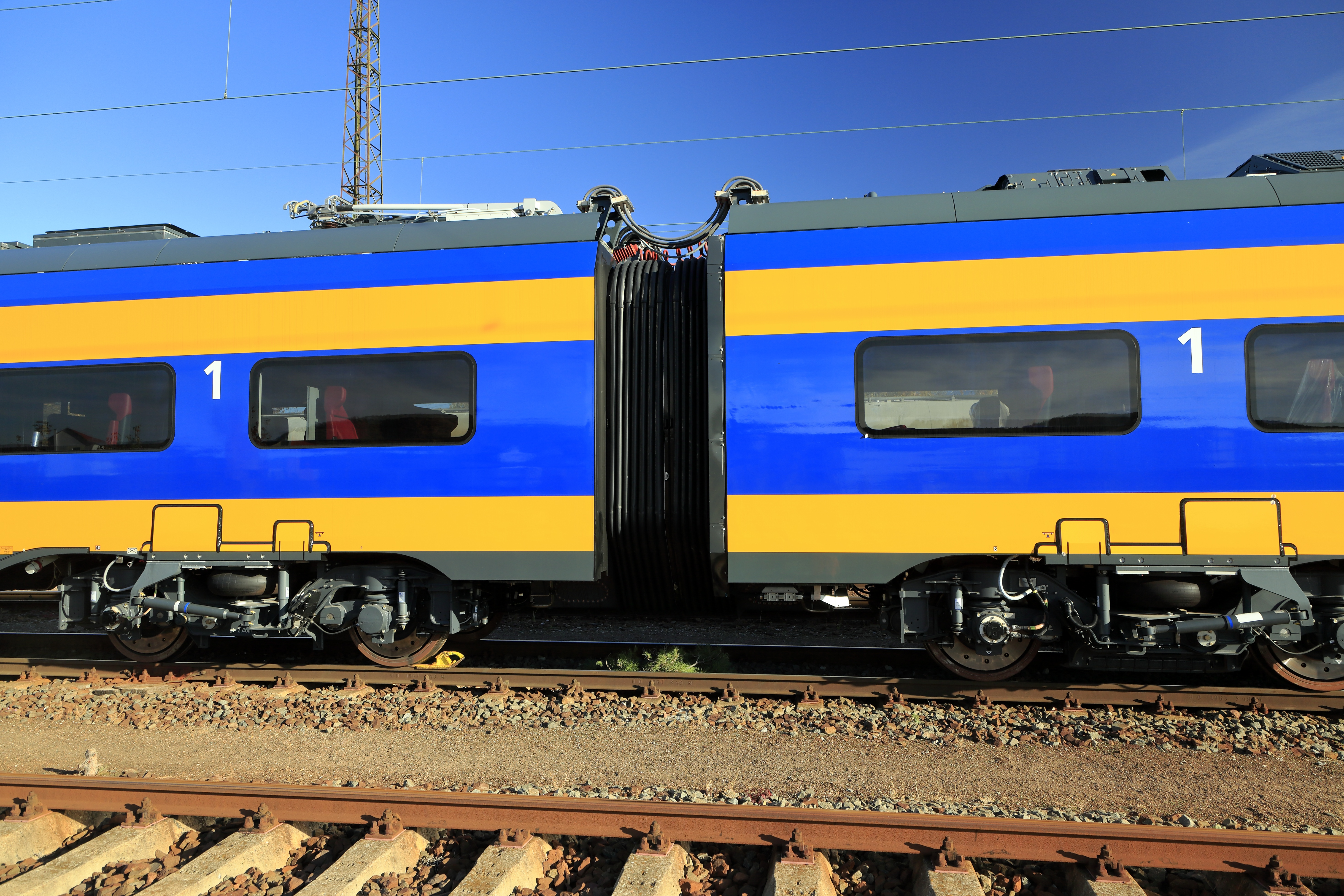
Trennmöglichkeit mit Drehgestellen in Regelbauart

Die fünf- bzw. achtteiligen Triebzüge sind durch Jakobs-Drehgestelle verbunden. Der Fahrzeugboden befindet sich fast auf gleicher Höhe wie die niederländischen Bahnsteige (760 mm), so dass die Züge leicht zugänglich sind. Die druckdichten Einzeltüren sind mit Schiebetritten versehen, so dass Rollstuhlfahrer und andere Reisende ebenerdig ein- und aussteigen können.
Innerhalb jeder Einheit gibt es eine nicht niederflurige Trennmöglichkeit mit zwei Drehgestellen in Regelbauart. Bei den achtteiligen Einheiten sind beide Drehgestelle Triebdrehgestelle, bei den fünfteiligen nur eins. Der Wagenboden ist in diesem Bereich um zwei Stufen angehoben.
Die Züge sind mit Fahrzeuggeräten der ATB-EG, der üblichen niederländischen Zugbeeinflussungseinrichtung und dem European Rail Traffic Management System (ERTMS) ausgestattet, das auf der HSL-Zuid genutzt wird.

### Innenraum
Die Züge sind in Abteile der ersten und zweiten Klasse unterteilt, welche wiederum in Bereiche für „Arbeit“, „Ruhe“ und „Meet & Greet“ unterteilt sind. Zwischen den Sitzen in den Abteilen wurden zusätzliche Gepäckablagen angebracht. Sowohl in der ersten als auch in der zweiten Klasse gibt es Steckdosen und USB-Anschlüsse zum Aufladen von Handys oder Laptops. Das bei der NS übliche OBIS-Informationssystem mit Informationsbildschirmen und kostenlosem WLAN ist ebenfalls in den Zügen vorhanden.

### Variante für Belgien

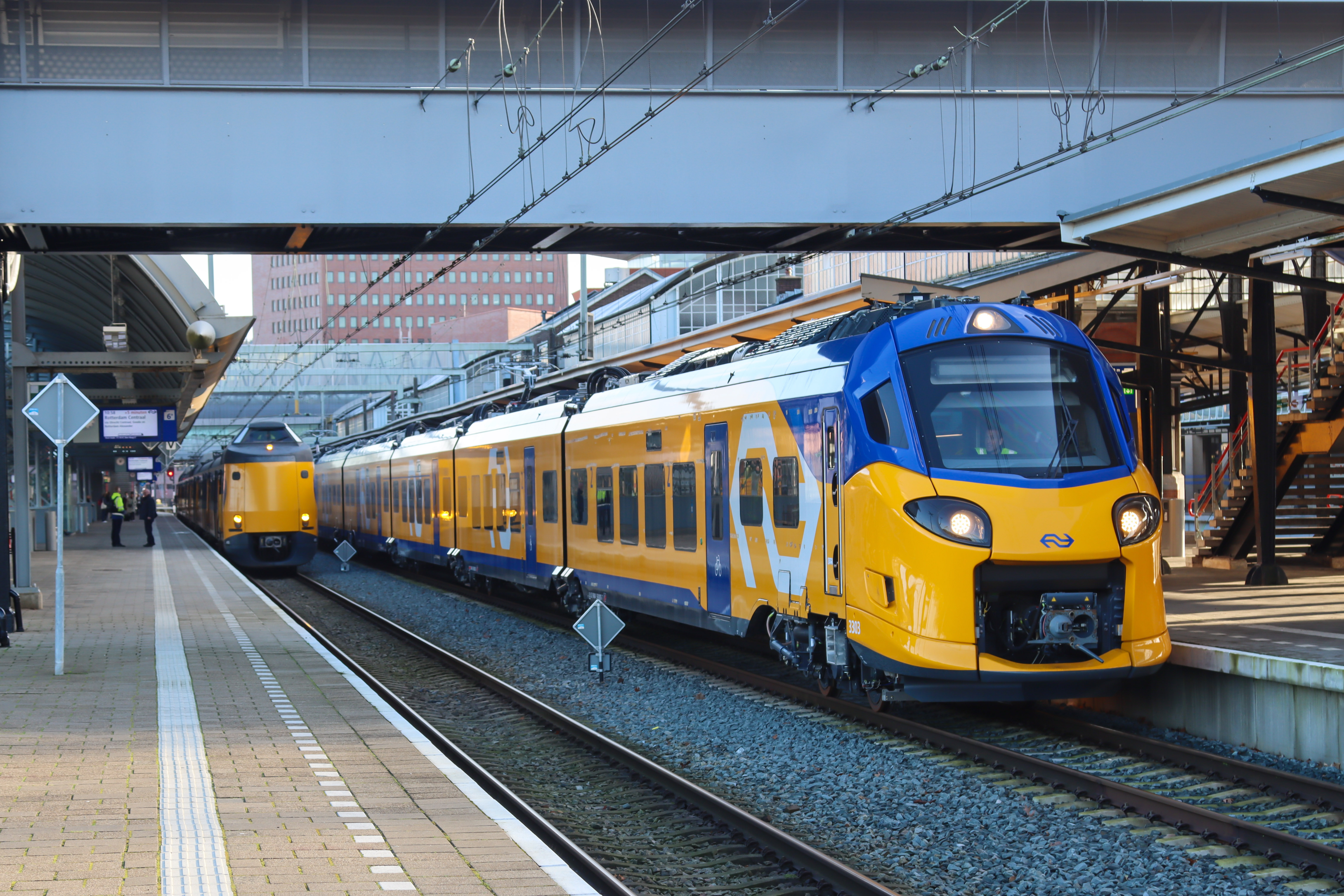
Triebfahrzeug für Belgien in der sogenannten Flow-Lackierung

Die NS hat frühzeitig zwei Stream-Triebzüge für das belgische Schienennetz (ICNGB) nachbestellt, da die auf der Strecke Amsterdam–Brüssel eingesetzten Fahrzeuge ab dem Jahr 2025 ersetzt werden sollen. Mit diesem Auftrag sollten die beiden Triebzüge zuerst getestet und auf dem belgischen Schienennetz zugelassen werden, bevor ein Folgeauftrag für weitere Züge aufgegeben werden sollte. Der erste Folgeauftrag über achtzehn Einheiten wurde jedoch bereits vor der Inbetriebnahme der ersten Triebzüge erteilt, so dass ab 2025 (2 + 18 =) 20 Einheiten für den Verkehr nach Belgien zur Verfügung stehen sollen.
Die Version für Belgien betrifft nur Triebzüge mit acht Wagenkasten mit jeweils 410 Sitzplätzen. Diese Version verfügt über mehr Gepäckraum und eine zusätzliche Toilette. Sie ist zusätzlich mit der belgischen Zugbeeinflussung TBL 1+ ausgerüstet und kann unter 3 kV Gleichspannung verkehren.
Die Zulassungsfahrten wurden 2022 abgeschlossen, die Zulassung für das belgische Streckennetz wurde im Mai 2022 erteilt.

### Variante für Deutschland
Anfang 2022 begann Alstom mit der Entwicklung einer Version, die im deutschen Streckennetz mit 15 kV Wechselspannung eingesetzt werden kann. Zwei Prototypen wurden von der NS bestellt, eine Bestellung über zehn Serientriebzüge wurde im Februar 2024 bekanntgegeben, diese erhalten Nummern ab 3351 aufwärts.